# Vlak geleiwier
Vlak geleiwier (Gelidium vagum) is een roodwier uit de klasse Florideophyceae. De wetenschappelijke naam van de soort werd voor het eerst in 1934 geldig gepubliceerd door Kintarô Okamura.

## Kenmerken
Vlak geleiwier, die tot 10 cm lang kan uitgroeien, heeft een helder- tot donkerrode kleur. Het thallus (plantvorm) bestaat uit afgeplat, bladvormig geheel dat vrij regelmatig tweezijdig vertakt is. Deze zijn 2-3 mm breed en ongeveer 300 µm dik.

## Verspreiding
Het oorspronkelijke verspreidingsgebied van vlak geleiwier is de Indische Oceaan. Via aquacultuur of aangroei op schepen is deze exoot ook in Nederland aangekomen. Sinds 2010 is deze soort aanwezig op meerdere locaties in de Oosterschelde en het Grevelingenmeer.